# Layali el bidh
Ne doit pas être confondu avec la saison Layali El Bidh.
Layali el bidh (arabe : الليالي البيض, littéralement « Les nuits blanches ») est une série télévisée tunisienne en arabe tunisien en 18 épisodes d'environ 55 minutes diffusée durant le mois de ramadan 2007 sur Tunisie 7.

## Sypnosis
Ahlem Nasri, une jeune fille récemment diplômée de la faculté de médecine de Tunis, vit une histoire d'amour avec le fils de ses voisins, Nader Guesmi, qui est au chômage. Ce dernier obtient un emploi dans une entreprise de construction dont le propriétaire est Khaled El Abed, un homme riche qui n'a pas d'enfants de sa femme Juliette, qui est stérile. Nader quitte Ahlem pour épouser Dorsaf, la fille de Kawther (sœur aînée de Khaled), pensant que les enfants de Kawther sont les héritiers légaux de Khaled.
Plus tard, on découvre que la mère d'Ahlem, Moufida, était en couple avec Khaled lorsque sa mère (Fatma) travaillait comme femme de ménage pour la famille El Abed, et qu'Ahlem est la fille de Khaled et son héritière légale.

## Distribution
- Amel Safta : Kawther El Abed (sœur aînée de la famille El Abed)
- Fethi Mselmani : Khaled El Abed (PDG d'une entreprise de construction, frère de Kawther)
- Leila Chebbi : Moufida Nasri (femme au foyer, ancienne copine de Khaled)
- Sana Kassous : Ahlem Nasri (médecin, fille de Moufida et Khaled)
- Aziza Boulabiar : Fatma Nasri (mère de Moufida)
- Slah Msadek : Hédi (époux de Kawther)
- Saïda Sarray : Nada El Abed (géologue, sœur cadette de Kawther et Khaled)
- Moez Toumi : Nader Guesmi (comptable de l'entreprise de Khaled, ancien fiancé d'Ahlem)
- Bochra Soltani : Dorsaf (fille de Kawther et Hédi, épouse de Nader)
- Ahmed Hafiane : Chafik (commissaire de police, fiancé puis époux de Nada)
- Mohamed Ghazouani : Ali Guesmi (père de Nader)
- Hichem Bartkis : Belgacem Nasri (époux de Moufida, père adoptif d'Ahlem)
- Bernadette Machillot : Juliette El Abed (épouse française de Khaled)
- Nissaf Ben Hafsia : Zohra (femme de ménage chez Khaled et Juliette)
- Hanen Bel Ifa : Afifa (femme de ménage chez Kawther et Hédi)
- Mohamed Doghmen : Sofiène Dali (chirurgien, fiancé puis époux d'Ahlem)
- Ahmed Ben Ali : Rostom (fils de Kawther et Hédi)
- Helmi Dridi : Hamza (ami de Rostom)
- Ahmed Landolsi : Haïthem (ami de Rostom)
- Saoussen Maalej : Aïda (copine de Haïthem)
- Jaafar Guesmi : Farouk (ami de Rostom, fiancé d'Afifa)
- Malika Hableni : Zakia Guesmi (mère de Nader)
- Raoudha Mansouri : Samiha Guesmi (sœur de Nader et amie d'Ahlem)
- Nourhene Bouzaiene : Baya Guesmi (sœur de Nader)

## Fiche technique
- Scénario et dialogues : Rafika Boujday
- Musique du générique : Tahar Guizani
- Réalisateur : Habib Mselmani